# Rue Coutier-Marion
La rue Coutier-Marion est une voie de la commune de Reims, située au sein du département de la Marne, en région Grand Est.

## Situation et accès
La rue Coutier-Marion appartient administrativement au quartier Chemin-Vert.

## Origine du nom
Elle porte le nom du maire de Reims, de 1793 à 1794, Pierre Martin Coutier-Marion (1751-1819).

## Historique
Elle prend sa dénomination actuelle en 1894.